# James Tont operazione D.U.E.
James Tont operazione D.U.E. è un film del 1966 diretto da Bruno Corbucci, sequel di James Tont operazione U.N.O. (1965). È una parodia di Agente 007 - Thunderball: Operazione tuono (1965).

## Trama
Dopo aver sventato un ingresso sovietico presso l'Ambasciata del Regno Unito a Mosca, l'agente dei servizi segreti di Sua Maestà James Tont è invitato a parlare a una Convenzione internazionale sugli agenti segreti a Ginevra. Con le scuse lette da James Bond per essere assente a causa del suo coinvolgimento nell'operazione Thunderball, Tont difende i cosiddetti agenti "Supermen del Servizio Segreto" contro la più vecchia guardia di spie tradizionali e agenti di intelligence mentre elude contemporaneamente diversi tentativi di assassinio sovietici. Dopo il suo discorso ben accolto, Tont inciampa in una spia bambina che lavora con la sorella di Mata Hari, un agente della Vecchia Guardia. Tont cade da una rampa di scale incorrendo in un infortunio alla gamba che lo porta ad essere curato in un centro benessere.
Un altro paziente presente nel centro benessere è il signor Street, il capo della società alimentare internazionale Magnus. Sconosciuti, Street è anche il capo segreto di un'organizzazione criminale senza nome. Diventano rivali per l'attenzione romantica dell'infermiera Clarissa con ogni tentativo di ferirsi o uccidersi a vicenda quando sono impegnati nei loro trattamenti terapeutici. Street sembra essere il vincitore quando Tont viene trovato congelato a morte all'interno di un serbatoio di isolamento in cui l'infermiera Clarissa lo ha messo.
Il servizio segreto britannico fa rivivere Tont, che è stato solo congelato criogenicamente ma usa la sua morte ben pubblicizzata per consentirgli di infiltrarsi in un piano criminale per attaccare un centro religioso sconosciuto in un progetto chiamato "Operazione D.U.E./Operation T.W.O.". L'organizzazione sta inoltre tentando di rubare componenti per assemblare un'arma potente chiamata sincrofasotrone.
Tont si reca a Londra travestito da beatnik chiamato "Bingo Kowalski" per infiltrarsi in un gruppo di giovani hipster sospettati di aver rubato il primo componente dell'arma. Alla discoteca Blue Dolphin Tont seduce con successo Helen, l'agente di Spring che ha usato i beatniks per rubare il secondo componente dell'arma. Non si infiltra ulteriormente nell'organizzazione di Spring per prendere l'identità di uno degli agenti di Spring che sostituisce un astronauta americano. Lo schema di Spring prevede che il suo agente dirotti una capsula spaziale americana lanciata da Cape Kennedy che contenga l'ultimo elemento necessario per creare il synchrophasertron.
Utilizzando dispositivi elettronici avanzati a bordo dello yacht di Spring chiamato anche Blue Dolphin, la capsula spaziale di Tont viene demolita per essere recuperata da Spring. Spring e le sue coorti passano il tempo giocando a un gioco da tavolo di James Bond. Identificato dagli uomini di Spring, Tont viene catturato ma scopre che "Operazione D.U.E." significa "Distruzione Urbi Eterna", la distruzione della Città Eterna; in particolare il piano di primavera per rubare i tesori del Vaticano e distruggere la Basilica di San Pietro.